# Espanioletă

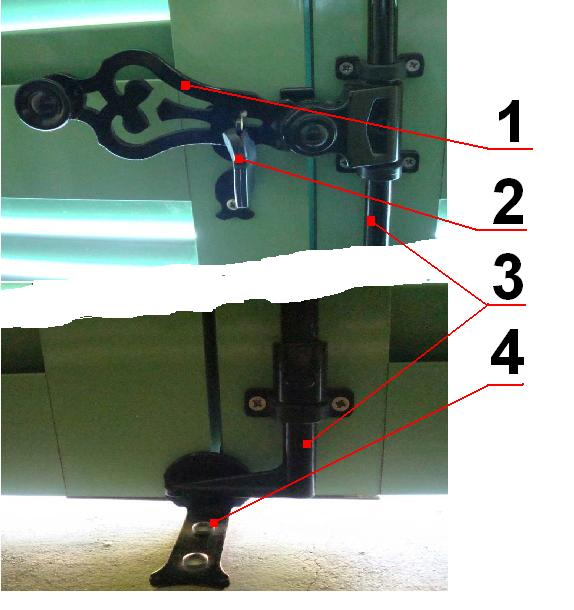
Espanioletă

Espanioleta (numită și espagnoletă, spanioletă, cremon, cremonă) este un dispozitiv metalic, folosit pentru închiderea unei ferestre sau a unei uși. Este formată din două vergele metalice dispuse în prelungire și acționate cu ajutorul unui mîner.